# ودرو پلج، کرتیا
ودرو پلج، کرتیا (به لاتین: Vedro Polje, Croatia) یک زیستگاه انسانی در کرواسی است.